# أنطونيلا عتيلي
انطونيلا عتيلي (بالإيطالية: Antonella Attili)‏ هي ممثلة إيطالية، ولدت في 3 أبريل 1963 بروما في إيطاليا. بدأت مشوارها المهني سنة 1988.

## أعمال

### أفلام
- (1988) سينما باراديزو الجديدة
- (1990) الجميع بخير
- (1993) الصمت الطويل
- (2002) سولينو[1]

## وصلات خارجية
- أنطونيلا عتيلي على موقع IMDb (الإنجليزية)
- أنطونيلا عتيلي على موقع قاعدة بيانات الأفلام العربية
- أنطونيلا عتيلي على موقع ألو سيني (الفرنسية)
- أنطونيلا عتيلي على موقع أول موفي (الإنجليزية)
- أنطونيلا عتيلي على موقع قاعدة بيانات الأفلام السويدية (السويدية)
- أنطونيلا عتيلي على موقع قاعدة بيانات الفيلم (الإنجليزية)
- أنطونيلا عتيلي على موقع كينوبويسك (الروسية)